# 劉敦儒
刘敦儒（？—？），洛阳人，出于彭城刘氏，唐代官员，史学家刘知几之孙，刘贶之孙，刘浃之子。
刘敦儒事母至孝，他母亲有精神病，每天不打人就不安宁，子弟仆役，不胜其苦，都逃遁他处，只有刘敦儒侍养不息，身体常流血，母亲才能进食。母亲去世，居丧时哀伤过度而消瘦，洛阳人称他为刘孝子。留守韦夏卿表奏其行，皇帝下诏褒扬。元和年间，东都留守权德舆上奏推荐，唐宪宗以他为左龙武军兵曹参军，分司东都。后为起居郎，达礼好古，有祖风。